# Adrien Rommel
Adrien Rommel, född 4 augusti 1914 i Paris, död 21 juni 1963 i Clichy, var en fransk fäktare.
Rommel blev olympisk guldmedaljör i florett vid sommarspelen 1948 i London och vid sommarspelen 1952 i Helsingfors.